# Delia González de Reufels
Delia González de Reufels (nacida en 1968), es una historiadora, investigadora, catedrática y académica que vive y trabaja en Alemania. Se especializa en la historia mexicana del siglo XIX.

## Estudios
Realizó sus estudios en la Universidad de Colonia/Alemania, la Universidad de Salamanca y en college Goldsmiths de la Universidad de Londres. Obtuvo la maestría de historia. En 2003 obtuvo el doctorado con la tesis ‘’Siedler und Filibuster in Sonora: Eine mexikanische Region im Interesse ausländischer Abenteurer und Mächte, 1821-1860’’ (Colonizadores y filibusteros en Sonora: Una región mexicana en el interés de aventureros y potencias extranjeras, 1821-1860).

## Docencia y académica
En el 2002, fue catedrática visitante en el Centro de Estudios Históricos del Colegio de Michoacán en Zamora, México.
En la Universidad de Bremen ha impartido cátedra como profesora desde 2010, en la Facultad de Ciencias Sociales. Dirige un grupo de trabajo especializado en la historia de la América Latina.
Es miembro de la Arbeitsgemeinschaft deutsche Lateinamerikaforschung (asociación de varios institutos e investigadores alemanes que se dedican a temas latinoamericanos) donde coordina el grupo Latin American history in global perspective.

## Obras publicadas
- (con Dirk Hoerder): Migration to Mexico, Migration in Mexico? A Special Case, en: Hoerder, Dirk/Faires, Nora (ed.): Migrants and Migration in Modern North America: Cross-Border Lives, Labor Markets, and Politics, Durham: Duke Univ. Press 2011, S. 188-209
- Viajeros y migrantes franceses en la América española y portuguesa durante el siglo XIX, edición junto con Chantal Cramaussel, Zamora: El Colegio de Michoacán 2007.
- Filibusterismo y nación: La expedición de William Walker en Baja California y Sonora, en: Acuña Ortega, Victor-Hugo (Ed.): Filibusterismo y Destino Manifiesto en las Américas, San José: Universidad de Costa Rica 2008
- Eine Elite erfindet sich selbst. Französische Einwanderung nach Nordwest-Mexiko im 19. Jahrhundert, en: Dittmar Dahlmann y Reinhold Reith (Ed.): Eliten und Wissenstransfer (Migration in Geschichte und Gegenwart Bd. 3), Essen 2008, S. 159-179